# 프리드리히 2세 (신성 로마 황제)
프리드리히 2세(Friedrich II, 1194년 12월 26일 ~ 1250년 12월 13일)는 호엔슈타우펜 왕조 출신으로는 마지막 신성 로마 제국 황제 (재위 : 1220년 ~ 1250년 12월 13일)이다. 시칠리아 왕(재위 : 1197년 ~ 1250년), 독일 국왕, 예루살렘 국왕도 겸했다. 이탈리아 역사계에서는 이탈리아 이름인 페데리코 2세(Federico II)로 부르는 경우가 많다.
여러차례 파문을 당했는데, 고집 세고 급진적인 성격 때문에 교황들과 반목하였고 이탈리아와 시칠리아를 통합하려는 야망을 추진하였기 때문이다. 여성 편력으로 20명이 넘는 자녀를 두었으며 상식밖의 언행으로 인해 기인이라는 평가도 있지민 타문화에 대한 포용력이 넓은 편이었다.
학문과 예술을 좋아했으며, 시대에 앞장선 근대적인 군주같은 행동때문에 스위스의 역사가인 야코프 부르크하르트는 프리드리히 2세를 「왕좌에 있는 사람 중 최초의 근대인」이라고 평가했다.. 중세에서는 가장 진보적인 군주로 평가되어, 같은 시대에 쓰여진 연대기에서는 「세계의 경이」라며 극찬을 했다.

## 생애
신성 로마 제국 황제 하인리히 6세의 외아들로 이탈리아 예지에서 태어난 후 이탈리아에서 성장기를 보냈다. 어머니는 시칠리아 왕국의 초대 국왕 루제로 2세의 딸 콘스탄차다. 결혼한 지 9년만에 마흔살이 된 왕비가 아들을 낳자 출생에 대한 논란이 있었다.
1197년 세살때 아버지 하인리히 6세가 사망하고 이듬해 어머니 쿠스탄차 1세가 죽자 시칠리아의 통치권을 물려받아 피디리쿠 1세로 즉위하였다. 특히 어린 시절부터 시칠리아에 많이 살고 있던 이슬람인이나 유대인과 어울리면서 편견에서 해방된 사고를 가졌다. 그리스어와 라틴어, 독일어, 프랑스어, 이탈리아어와 이슬람의 과학을 배우기 위해 공부한 아랍어에 능통했다.
특히 수학과 기하학, 천문학에 관심이 있어 이탈리아 나폴리에 대학을 세우고 자신이 태어나고 자랐던 팔레르모 궁전 안에 연구소를 세웠다. 이 연구소에 여러 철학자와 과학자 및 문학자들이 모여 들었다. 이때 시인들은 토스카나 방언(이탈리아어의 모체)으로 시를 쓰며 시칠리아 학파를 형성했다. 황제 스스로도 시를 지었다.
프리드리히 2세는 첫 번째 아내와 사별한 뒤 예루살렘 왕의 외동딸과 결혼하여 예루살렘 왕이라는 칭호도 얻었다.또한 그는 고대 로마 제국과 같은 제국을 세우기 위해 시칠리아 왕국에서 독립된 법전을 만들고 나폴리 대학도 만드는 등 교황의 신권 정치를 배제하여 이탈리아를 독립시키고 절대주의적인 체제하에 두고자 하였다(멜피헌장). 그리하여 자신이 없는 독일에 아들 하인리히를 독일 왕으로 세우고 독일을 속주 상태로 두기 위해 독일의 성직자 그리고 세속 제후들과 성스러운 제후와의 협정과 제후들의 이익을 위한 협정을 맺지만 결국 이두 협정이 그의 구상을 망치고 아들 하인리히의 반란까지 부르는 결과를 초래하게 된다.
평소에 식사는 검소적이며, 음주도 하지 않았지만, 그가 열었던 연회는 호사스러울 정도였으며, 르네상스 시대를 먼저 살았다고 생각할 정도의 궁정생활을 보냈다. 프리드리히의 용모에 대해서는 같은 시대의 유럽 사람들은 전부 칭찬했다고 하지만, 이슬람의 연대기 작자는 그를 「벗겨진 붉은 머리에 아는 것도 없어서 노예였다면 절대 가격이 높지는 않을 것이다」라며 풍채가 좋지 않는 인물로 기록했다.

## 사후
프리드리히 2세가 죽은 뒤 아들 콘라트 4세는 황제가 되지도 못한 채 4년 후 이탈리아에서 죽었고 콘라트 4세의 아들 콘라딘 역시 탈리아코초 전투에서 포로로 잡혀 16세에 나폴리에서 사망했다.

## 자녀
여성 편력으로 20명이 넘는 자식들을 낳았지만 공식적으로는 4명의 여인을 통해 6남 5녀의 자녀를 낳았다.
- 아라곤 공주 곤스탄자(Gonstanza, 1179년 ~ 1222년)와의 소생(1남)
  - 1남 하인리히(7세)(Heinrich(VII), 1211년 ~ 1242년), 로마인의 왕
- 예루살렘 여왕 이사벨 2세(Isabelle II, 1212년 ~ 1228년)와의 소생(1남 1녀)
  - 1녀 마르가레타(Margareta, 1226년 ~ 1227년), 요절
  - 1남 콘라트 4세(Konrad IV, 1228년 ~ 1254년), 로마인의 왕
- 잉글랜드 공주 이사벨라(Isabella, 1214년 ~ 1241년)와의 소생(3남 2녀)
  - 1남 요단(Jordan, 1236년 ~ 1236년), 요절
  - 2녀 아그네스(Agnes, 1237년 ~ 1237년), 요절
  - 3남 하인리히(Heinrich, 1238년 ~ 1253년), 예루살렘 국왕 내정자
  - 4남 프리드리히(Friedrich, 1239/1240년 ~ ?년), 요절
  - 5녀 마르가레타(Margartha, 1237년 ~ 1270년), 튀링엔 백작부인
- 이탈리아 귀족 비앙카 란치아(Bianca Lancia, 1200/1210년 ~ 1244/1246년)와의 소생(1남 2녀)
  - 1녀 콘스탄차(Constanza, 1230/1232년 ~ 1307년), 니케아 황비
  - 2남 만프레디(Manfred, 1232년 ~ 1266년), 시칠리아 국왕
  - 3녀 비올란타(Violanta, 1241년 ~ 1270년), 카제르타 백작부인

## 업적
프리드리히 2세는 로마 문화, 그리스 문화, 노르만 문화와 이슬람 문화에 기초를 둔 행정 체제와 통치 제도를 발전시켰다.